# 鷹島町
鷹島町（たかしまちょう）は、長崎県の鷹島、黒島を行政区域としていた町。
2006年1月1日、松浦市・北松浦郡福島町と合併（新設合併）し、新たに松浦市となった。
末期には、離島に多く見られる過疎化が酷く進んでいた。

## 歴史
中世
- 1281年 - 弘安の役で鷹島に元軍が上陸、戦場となる。
  - 朝鮮半島から出航した 元軍（東路軍）と大陸の江南地方から出航した元軍（江南軍）が平戸島で合流すると、この軍勢は太宰府目指して進撃し、鷹島沖まで進出した。これに対して、集結した日本軍は元軍艦船群に攻撃を仕掛けて海戦となり（ 鷹島沖海戦）、元軍は鷹島で進撃を停止した。『元史』相威伝によれば、元軍は太宰府目指して進撃するのを躊躇し、軍を発することが出来なかったという。その後、元軍は猛烈な 台風を受け、多くの軍船が沈没し大損害を出した。鷹島に取り残された元軍は、日本軍の総攻撃を受け壊滅した （鷹島掃蕩戦）。鷹島沖では元軍の沈没船が発見されており、軍船の大きさは25〜27メートルほどと推定されている。また島にも鷹島掃蕩戦の戦跡が残っている。

近世
- 江戸時代より平戸藩領となった。

近現代
- 1889年（明治22年）4月1日 - 町村制施行により、北松浦郡鷹島村が単独村制にて発足。
- 1943年（昭和18年）4月9日 - 鷹島沖合で連絡船「殿浦丸」の機関室から浸水して沈没。乗客ら104人が死亡[1]。4月29日、天皇から御救恤金（御見舞金）が下賜された[2]。
- 1975年（昭和50年）1月1日 - 町制施行により鷹島町となる。
- 2006年1月1日 - 松浦市・北松浦郡福島町との合併（新設合併）により改めて松浦市が発足し、自治体としての鷹島町も廃止となった。

## 地域

### 地名
免を行政区域とする。大字は設置していない。松浦市合併後は免の名称に「鷹島町」を冠し「鷹島町○○免」と表記している。
- 阿翁免（あおうめん）
- 阿翁浦免（あおううらめん）
- 黒島免（くろしまめん）
- 神﨑免（こうざきめん）
- 里免（さとめん）
- 三里免（さんりめん）
- 中通免（なかどおりめん）
- 原免（はるめん）
- 船唐津免（ふなとうづめん）

## 交通

### 航空・鉄道
空港・鉄道路線なし。
- 最寄り空港は福岡空港。
- 最寄り鉄道駅は松浦鉄道鷹島口駅、またはJR唐津駅。

### 道路
- 合併後の2009年（平成21年）4月18日、佐賀県唐津市肥前町との間に鷹島肥前大橋が開通。

一般県道
- 長崎県道・佐賀県道109号鷹島肥前線
- 長崎県道158号鷹島線

### バス路線
- 昭和自動車
  - 鷹島肥前大橋の開通により、合併後の2009年4月20日から唐津市肥前町と鷹島を結ぶ路線の運行を開始。
- 鷹島バス
  - 鷹島町営バス（鷹島バス）は、松浦市営バスとなり鷹島島内の路線を運行していた(現在一部区間は昭和自動車に、それ以外は廃止により設立した鷹島タクシーに移管)。

### 航路
- 鷹島汽船
  - 今福（松浦市・最寄り駅は鷹島口駅） - 殿ノ浦（鷹島町）
  - 御厨（松浦市・最寄り駅は御厨駅） - 青島 - 舩唐津（鷹島町） - 黒島（鷹島町） - 阿翁（鷹島町）

かつては星賀（唐津市肥前町）と日比（鷹島町）を結ぶ航路もあったが、鷹島肥前大橋に近かったため、橋の開通にともない航路は廃止された。

## 名所・旧跡・観光スポット
- 鷹島モンゴル村（休業中） - 元寇に由来して草原の上にモンゴルから輸入したゲルがあり、宿泊することができる。夕焼けスポットでもあり、鷹島町特産の阿翁石で作られた「交流のシンボル塔」がある[3]。
- 松浦市立鷹島歴史民俗資料館 - 海底調査で出てきた元軍の遺物（「てつはう」と呼ばれる爆弾、元の公用語であるパスパ文字で刻まれた元軍の司令官のはんこなど）を展示。
- 元寇記念碑 - 島の一番高いところの元寇古戦場に立つ碑。
- 元軍の銅製如来像 - 元軍（実質は高麗人）が祭祀していた高麗式の銅製如来像で、のち引き上げられ盗難に遭うも現在は市杵島神社境内の小さな堂に祀られている。